# Paclitaxel unido a proteínas
Abraxane es el nombre comercial con el que se conoce al nab-paclitaxel, un compuesto quimioterápico antineoplásico comercializado por la biofarmaceútica Celgene. Se encuentra clasificado como alcaloide vegetal, taxano y agente antimicrotubular.

## Composición y mecanismo de acción
El nab-paclitaxel es una variante del paclitaxel convecional, en la cual el paclitaxel está unido a albúmina en forma de nanopartículas. El paclitaxel, al estar envuelto en nanocapas de albúmina, es identificado como buen alimento por el tumor, por lo que consigue penetrar en su interior y una vez dentro empieza a liberarse contra las células cancerosas. De esta manera, se favorece el transporte del paclitaxel a través de las células endoteliales, aumentando su eficacia terapéutica y reduciendo su toxicidad.

## Indicaciones terapéuticas
Abraxane está indicado para el tratamiento de los siguientes cánceres:
- Cáncer de mama metastásico en pacientes en lo que haya fracasado el tratamiento en primera línea de la enfermedad metastásica y para los que no esté indicada la terapia estándar con antraciclinas.
- Cáncer de páncreas avanzado o metastásico (en combinación con gemcitabina), como tratamiento de primera línea.
- Cáncer de pulmón de células no pequeñas (en combinación con carboplatino), como tratamiento de primera línea.

Asimismo, se está estudiando su eficacia como tratamiento para el cáncer de estómago metastásico así como adyuvante para el cáncer de páncreas.

## Reseña histórica
Abraxane fue desarrollado inicialmente por la farmacéutica Abraxis BioScience, adquirida después por Celgene en 2010.
En Estados Unidos el nab-paclitaxel se aprobó por primera vez en enero de 2005 como tratamiento del cáncer de mama tras el fracaso de quimioterapia combinada para la enfermedad metastásica o en recaída dentro de los 6 meses de quimioterapia adyuvante. Posteriormente se generalizó su uso en más de 40 países y llega a Europa en 2008.
En octubre de 2012 Abraxane fue aprobado por la Agencia Estadounidense de Alimentos y Medicamentos (FDA) como tratamiento en primera línea del cáncer de pulmón no microcítico localmente avanzado o metastásico en combinación con carboplatino en pacientes no candidatos a cirugía curativa o radioterapia. Posteriormente se extiende su uso en Argentina, Australia, Japón y Nueva Zelanda.
En septiembre de 2013 la FDA aprobó nab-paclitaxel en combinación con gemcitabina como tratamiento en primera línea en pacientes con adenocarcinoma pancreático metastásico, tras haber demostrado mejores resultados de supervivencia que la gemcitabina en monoterapia. En 2014 se aprueba su uso en Europa.

## Administración
La administración de Abraxane se suele efectuar en un hospital de día y debe contar con la autorización previa del oncólogo, quien tras estudiar al paciente determinará las dosis y las acciones a emprender en caso de posibles efectos adversos graves (neutropenia, neuropatía severa, neumonitis, etc.).
- Para el cáncer de mama metastásico, la dosis recomendada es de 260 mg/m² administrada por vía intravenosa durante 30 minutos, cada tres semanas.[2]
- Para el cáncer de pulmón de células no pequeñas, la dosis recomendada es de 100 mg/m² administrados en infusión intravenosa en 30 minutos los días 1, 8 y 15 de cada ciclo de 21 días. El carboplatino debe administrarse el día 1 de cada ciclo, inmediatamente después del nab-paclitaxel.[2]
- Para el cáncer de páncreas avanzado, la dosis recomendada de nab-paclitaxel en combinación con gemcitabina es de 125 mg/m² administrada por vía intravenosa durante 30 minutos los días 1, 8 y 15 de cada ciclo de 28 días. La dosis recomendada de gemcitabina es de 1000 mg/m2 administrada por vía intravenosa durante 30 minutos inmediatamente después de finalizar la administración del nab-paclitaxel los días 1, 8 y 15 de cada ciclo de 28 días.[2]

Las dosis así como la frecuencia de los ciclos se reducirán o ajustarán si el paciente presenta efectos adversos graves.

## Resultados clínicos
La combinación de paclitaxel con albúmina ha demostrado su mayor eficacia frente al paclitaxel convencional:
- Como segunda línea de quimioterapia para el cáncer de mama metastásico, ha demostrado ser más eficaz que el paclitaxel tradicional basado en solventes.[5]
- Como primera línea de quimioterapia para el cáncer de pulmón de células no pequeñas, se ha demostrado la mayor eficacia de la combinación de Abraxane con carboplatino que la combinación del carboplatino con el paclitaxel convencional.[6]
- Como primera línea de quimioterapia para el cáncer de páncreas avanzado, la combinación de Abraxane con gemcitabina demostró una supervivencia de 5,5 meses frente a los 3,7 meses de la gemcitabina en monoterapia, reduciendo así un 31% en el riesgo de progresión o muerte.[7] Como primera línea de quimioterapia en el cáncer de páncreas avanzado, compite actualmente con FOLFIRINOX. Frente a este, la ventaja de Abraxane es su menor toxicidad aunque parece ser algo menos efectivo en términos de supervivencia que FOLFIRINOX.[8] No obstante, Abraxane sigue siendo la alternativa más eficaz y generalizada para aquellos pacientes que debido a su estado de salud no puedan someterse al tratamiento con FOLFIRINOX.